# Сатница (Петријевци)
Сатница је насељено место у саставу општине Петријевци у Осјечко-барањској жупанији, Република Хрватска.

## Историја
До територијалне реорганизације у Хрватској налазила се у саставу старе општине Валпово.

## Становништво
На попису становништва 2011. године, Сатница је имала 571 становника.

## Попис1991.
На попису становништва 1991. године, насељено место Сатница је имало 645 становника, следећег националног састава:
| Попис 1991.‍  | Попис 1991.‍  | Попис 1991.‍ | Попис 1991.‍ | Попис 1991.‍ |
| ------------ | ------------ | ----------- | ----------- | ----------- |
|              |              |             |             |             |
| Хрвати       | Хрвати       |             | 618         | 95,81%      |
| Срби         | Срби         |             | 6           | 0,93%       |
| Мађари       | Мађари       |             | 5           | 0,77%       |
| Југословени  | Југословени  |             | 2           | 0,31%       |
| Пољаци       | Пољаци       |             | 1           | 0,15%       |
| Словаци      | Словаци      |             | 1           | 0,15%       |
| неопредељени | неопредељени |             | 2           | 0,31%       |
| непознато    | непознато    |             | 10          | 1,55%       |
| укупно: 645  |              |             |             |             |